# 国务院、中央军委军队保障社会化工作领导小组
国务院、中央军委军队保障社会化工作领导小组，是已撤销的国务院、中央军委的议事协调机构，负责领导军队保障社会化工作。

## 沿革
改革开放后，随着社会主义市场经济体制的建立，社会保障体系已经逐步完善。而军队封闭的保障模式过多承担了社会保障职能，日益不适应发展需要，制约军队发展。为此，自1999年3月起，中国人民解放军总后勤部在全军740个各类型单位开展后勤保障社会化试点。2000年到2007年，中央军委就后勤保障社会化先后下发3个指导性文件。1999年，在全军不同类型的740多个单位进行试点。2000年，在全军驻大中城市的军以上领导机关和非作战部队中全面推开。社会化改革推行仅一年，全军便有2000多个单位展开了改革，分流安置人员近3万人，节省经费1.3亿余元人民币。
2002年9月，国务院、中央军委发出《国务院、中央军委关于推进军队后勤保障社会化有关问题的通知》，指出军队后勤保障社会化是时任中共中央军委主席江泽民作出的重大决策，是解决军队办社会问题、加强军队质量建设的途径，也是军地双方共同的责任，要求各级人民政府将推进军队后勤保障社会化纳入本地区国民经济和社会发展计划，提供社会服务并给予政策扶持。这是首次提出把军队后勤保障社会化纳入国民经济和社会发展的总体规划。
2003年3月，中国人民解放军总后勤部组织了大规模的调研，制定了深化拓展配套的政策措施。“十五”期间，生活保障社会化改革全面展开。
2007年1月8日，经中共中央军委主席胡锦涛、国务院总理温家宝批准，成立了国务院、中央军委军队后勤保障社会化工作领导小组，并编设领导小组办公室（设在中国人民解放军总后勤部）负责该领导小组的日常工作。国家发改委、财政部等20个部委（局）及军队四总部的领导参加了领导小组。经中央军委批准，将军队保障社会化由后勤拓展至军事、政治、装备等其他领域。
2007年4月，经国务院、中央军委军队后勤保障社会化领导小组批准，由中央国家机关、中国人民解放军四总部联合组织的军队保障社会化工作联合调研工作启动。此次联合调研工作围绕“十一五”期间军队保障社会化“十化一改”的改革任务，摸清军队保障社会化的底数，全面梳理存在的问题，提出办法和措施，为推进军队保障社会化提供依据。
2007年10月，中共十七大作出了国防和军队建设走军民融合式发展路子的战略部署。随后中央军委颁发了《全面建设现代后勤纲要》，不久又下发了《“十一五”期间推进军队后勤保障和其他保障社会化的意见》。2007年中央军委下发的文件明确了推进军队后勤保障和其他保障社会化的“十化一改”任务：生活保障、通用物资储备、基础设施建设、公务用车、非公务电话通信保障、人才培养、军队文化事业、军人子女教育、军事科研、装备生产和维修保障的社会化，以及全面深化军队事业单位和职工管理制度改革。自此，军队保障社会化从后勤保障拓展至军事、政治、装备等其他保障领域，改革范围自驻大中城市的军以上机关和非作战部队拓展至小散远部队。2009年，在全军30个不同类型的单位同步展开整体推进后勤保障社会化工作。
2009年5月5日，《国务院办公厅中央军委办公厅关于调整国务院中央军委军队后勤保障社会化工作领导小组名称及组成人员的通知》（国办发〔2009〕40号）下发，调整了领导小组的名称及组成人员，该领导小组名称调整为国务院、中央军委军队保障社会化工作领导小组。
2010年11月，全军保障社会化工作会议部署了坚持军民融合式发展，加快军队保障社会化改革的目标任务。2011年11月，全军后勤深入贯彻主题主线重大战略思想、加快全面建设现代后勤步伐工作会议召开。军队保障社会化“十二五”《规划》确定了此后五年改革的目标任务及措施。
2015年时，国家和军队就军民融合已设有许多议事协调机构，如军民结合、寓军于民武器装备科研生产体系建设部际协调小组，国务院、中央军委军队保障社会化工作领导小组，依托普通高等教育培养军队干部工作领导小组，国家国防动员委员会等。2015年10月29日中共十八届五中全会通过的《中共中央关于制定国民经济和社会发展第十三个五年规划的建议》明确要求健全军民融合发展的“三个体系”（组织管理体系、工作运行体系、政策制度体系），其中的组织管理体系是指建立国家和各省（自治区、直辖市）的军民融合领导机构，统一领导军民融合工作。2017年，由中共中央总书记兼中央军委主席习近平领导的中央军民融合发展委员会成立，上述各议事协调机构关于军民融合发展的功能被取代。

## 职责
2007年1月8日成立时，该领导小组的主要任务是：
- 组织贯彻落实中共中央、国务院、中央军委关于军队后勤保障和其他保障社会化工作的方针、政策和指示；
- 研究审议军队后勤保障和其他保障社会化的发展战略和规划；
- 组织协调军队后勤保障和其他保障社会化需要国家和地方解决的重大问题，指导起草相关法律法规和配套政策；
- 检查指导军队后勤保障和其他保障社会化工作的开展[5]。

2009年5月5日，《国务院办公厅中央军委办公厅关于调整国务院中央军委军队后勤保障社会化工作领导小组名称及组成人员的通知》（国办发〔2009〕40号）调整后的主要任务是：
- 组织贯彻落实中共中央、国务院、中央军委关于军队保障社会化工作的方针、政策和指示；
- 研究审议军队保障社会化的发展战略和规划；
- 组织协调军队保障社会化需要国家和地方解决的重大问题；
- 检查指导军队保障社会化工作的落实[8]。

## 组成人员
| 2007年1月8日成立时的组成人员是： 组长 - 华建敏（国务委员兼国务院秘书长） 第一副组长 - 廖锡龙（中央军委委员、总后勤部部长） 副组长 - 李适时（国务院副秘书长） - 孙志强（总后勤部副部长） 成员 （不详） | 2009年5月5日，《国务院办公厅中央军委办公厅关于调整国务院中央军委军队后勤保障社会化工作领导小组名称及组成人员的通知》（国办发〔2009〕40号）调整后的领导小组组成人员如下： 组长 - 马 凯（国务委员兼国务院秘书长） 第一副组长 - 廖锡龙（中央军委委员、总后勤部部长） 副组长 - 张 平（发展改革委主任） - 谢旭人（财政部部长） - 汪永清（国务院副秘书长） - 丁继业（总后勤部副部长） 成员 - 黄文平（中央编办副主任） - 杨周复（教育部部长助理） - 尚 勇（科技部副部长） - 陈求发（工业和信息化部副部长） - 罗平飞（民政部副部长） - 胡晓义（人力资源社会保障部副部长） - 王世元（国土资源部副部长） - 齐 骥（住房城乡建设部副部长） - 翁孟勇（交通运输部副部长） - 胡亚东（铁道部副部长） - 姜增伟（商务部副部长） - 丁 伟（文化部部长助理） - 尹 力（卫生部副部长） - 刘士余（人民银行副行长） - 邵 宁（国资委副主任） - 王 力（税务总局副局长） - 王东峰（工商总局副局长） - 张敬礼（食品药品监管局副局长） - 杨志琦（总参谋长助理） - 许耀元（总政治部主任助理） - 朱发忠（总装备部副部长） - 曹育民（中央军委办公厅副主任） |

| 2013年7月18日，《国务院办公厅 中央军委办公厅关于调整国务院中央军委军队保障社会化工作领导小组组成人员的通知》（国办发〔2013〕81号）下发，调整领导小组组成人员。 |

## 办事机构
2009年5月5日，《国务院办公厅中央军委办公厅关于调整国务院中央军委军队后勤保障社会化工作领导小组名称及组成人员的通知》（国办发〔2009〕40号）调整后的领导小组办公室继续设在总后勤部，主任由李长顺（总后勤部司令部参谋长）兼任，副主任由王义华（总后勤部司令部副军职专职干部）、周建平（发展改革委国民经济动员办公室主任）、翟钢（财政部国防司司长）兼任。
办公室的主要职责是：
- 研究提出军队保障社会化的发展战略、规划和有关政策措施建议；
- 组织协调和检查落实领导小组决定事项；
- 承办领导小组交办的其他事项[8]。

办公室历任主任、副主任是：
主任
- 李长顺（2007年1月—2009年12月，总后勤部司令部参谋长）
- 刘铮（2009年12月—2012年12月，总后勤部司令部参谋长）
- 周松和（2013年5月—2014年12月，总后勤部司令部参谋长）
- 胡宜树（2014年12月—2016年，总后勤部司令部参谋长）

副主任
- 王义华（2007年1月—2009年，总后勤部司令部副军职专职干部）[12]
- 周建平（2009年5月—2012年，发展改革委国民经济动员办公室主任）
- 翟钢（2009年5月—2010年，财政部国防司司长）[13]
- ？（2009年—2011年7月，总后勤部司令部副军职专职干部）
- 李林池（2010年—2014年，财政部国防司司长）[14]
- 王树年（2012年—？，发展改革委国民经济动员办公室主任）[15]
- 谢维宽（2011年7月—2012年12月，总后勤部司令部副军职专职干部）[16]
- 高荣德（2013年—？，总后勤部司令部副军职专职干部）
- 由明春（2014年—？，财政部国防司司长）[17]